# آکت سوانکی
آکت سوانکی (انگلیسی: Aukett Swanke) شرکت معماری بریتانیایی است، که در سال ۱۹۷۲ تأسیس شد.